# The Rise of Chaos
The Rise of Chaos es el decimoquinto álbum de estudio de la banda alemana de heavy metal Accept, publicado en 2017 por Nuclear Blast. Es el primer trabajo de estudio con el baterista Christopher Williams y el guitarrista Uwe Lulis, quienes ingresaron a la agrupación en reemplazo de Stefan Schwarzmann y Herman Frank respectivamente.

## Antecedentes
En marzo de 2016 Wolf Hoffmann anunció que ingresarían a los estudios para grabar un nuevo disco, precisando que su posible lanzamiento sería en 2017. Meses más tarde en otra entrevista el guitarrista comentó que ya habían llegado a un acuerdo con el sello discográfico y con el productor Andy Sneap, y que el futuro álbum podría ser lanzado entre julio y agosto de 2017. Finalmente, el 16 de abril se anunció el título y la fecha exacta de su lanzamiento, mientras que el 2 de junio se publicó el sencillo promocional «The Rise of Chaos» y se conoció la portada.

## Lista de canciones
| N.º | Título                | Duración |  |
| 1.  | «Die by the Sword»    | 5:00     |  |
| 2.  | «Hole in the Head»    | 4:01     |  |
| 3.  | «The Rise of Chaos»   | 5:16     |  |
| 4.  | «Koolaid»             | 4:58     |  |
| 5.  | «No Regrets»          | 4:20     |  |
| 6.  | «Analog Man»          | 4:10     |  |
| 7.  | «What's Done is Done» | 4:08     |  |
| 8.  | «Worlds Colliding»    | 4:28     |  |
| 9.  | «Carry the Weight»    | 4:33     |  |
| 10. | «Race to Extinction»  | 5:24     |  |

## Posicionamiento en listas semanales
| País            | Lista                  | Posición |
| --------------- | ---------------------- | -------- |
| Estados Unidos  | Top Tastemaker Albums  | 2        |
| Alemania        | Media Control Charts   | 3        |
| Estados Unidos  | Top Independent Albums | 4        |
| Suiza           | Swiss Music Charts     | 4        |
| Finlandia       | Yleisradio             | 5        |
| República Checa | Albums - Top 100       | 5        |
| Estados Unidos  | Top Hard Rock Albums   | 9        |
| Suecia          | Sverigetopplistan      | 10       |
| Austria         | Ö3 Austria Top 40      | 13       |
| Hungría         | Top 40 Album           | 20       |
| Bélgica         | Ultratop (Valonia)     | 25       |
| Polonia         | Polish Music Charts    | 26       |
| Estados Unidos  | Top Rock Albums        | 29       |
| España          | Top 100 Álbumes        | 31       |
| Escocia         | Scottish Albums        | 36       |
| Bélgica         | Ultratop (Flandes)     | 36       |
| Japón           | Japan Album Charts     | 54       |
| Francia         | French Albums Chart    | 96       |
| Estados Unidos  | Billboard 200          | 140      |
| Países Bajos    | MegaCharts             | 177      |

## Músicos
- Mark Tornillo: voz
- Wolf Hoffmann: guitarra eléctrica
- Uwe Lulis: guitarra eléctrica
- Peter Baltes: bajo
- Christopher Williams: batería